# Gigi Hadid
Jelena Noura "Gigi" Hadid (/həˈdiːd/ huh-DEED; sinh ngày 23 tháng 4 năm 1995) là một người mẫu người Mỹ. Cô đã ký hợp đồng với IMG Models vào năm 2013. Tháng 11 năm 2014, cô lần đầu tiên lọt bảng xếp hạng top 50 người mẫu trên trang web models.com.
Tháng 1 năm 2015, cô đã giành danh hiệu "Người Mẫu Của Năm" do tạp chí Daily Front Row bầu chọn. Trong suốt 4 năm, Hadid đã có 35 lần xuất hiện trên bìa tạp chí Vogue khắp thế giới.

## Đầu đời
Gigi Hadid sinh ra và lớn lên tại Los Angeles , cô là con của nhà đầu tư bất động sản Mohamed Hadid và cựu người mẫu Yolanda Hadid (nhũ danh Yolanda van den Herik). Mẹ của cô là người Mỹ gốc Hà Lan, còn cha cô là người gốc Palestin. Hadid có hai người em, Bella, cũng là một người mẫu, và người em trai, Anwar. Cô cũng có hai người chị gái cùng cha khác mẹ, Marielle và Alana. Sau khi cha mẹ Hadid ly hôn, mẹ của cô đã kết hôn với nhà sản xuất âm nhạc David Foster, qua đó cô có thêm 5 người chị em mới.
Năm 2013, Hadid tốt nghiệp trường trung học Malibu, là nơi cô từng là đội trưởng đội bóng chuyền. Sau khi học xong trung học, cô chuyển đến New York với mục tiêu là học nghề người mẫu. Hadid học tại trường The News bắt đầu từ năm 2013.

## Sự nghiệp

### 1997 - 2012:Khởi đầu
Sự nghiệp người mẫu của Hadid bắt đầu từ năm cô 2 tuổi  sau khi cô được phát hiện bởi Paul Marciano, làm việc cho Guess. Cô làm người mẫu cho Baby Guess trước khi dừng lại và tập trung cho việc học. Hadid quay lại làm người mẫu vào năm 2011. Cô làm việc lại với Marciano, và cô đã được chọn làm gương mặt đại diện của Guess năm 2012..

### 2013 - 2014: Người mẫu chuyên nghiệp
Sau khi chuyển đến New York năm  2013, Hadid đã ký hợp đồng với công ty IMG Models. Tháng 2 năm 2014, Hadid lần tham gia Tuần lễ Thời trang New York  khi trình diễn trong  Desigual.. 15 tháng 7 năm  2014, Hadid trình diễn bên cạnh nam diễn viên, người mẫu  Patrick Schwarzenegger trong chương trình thời trang thu đông của nhà thiết kế thời trang Tom Ford.

### 2015 - 2016:Người mẫu của năm và lần đầu xuất hiện trên trang bìa tạp chí Vogue
Tháng 1 năm 2015, Hadid đã giành danh hiệu "Người mẫu của năm" trong Daily Front Row.. Tháng 1 năm 2015, Cô được chọn làm đại sứ thương hiệu cho Maybelline.. Tháng 12 năm 2015, cô lần đầu tiên xuất hiện trong chương trình Victoria's Secret Fashion Show.
Hadid làm người mẫu chính cho Guess, Versace, Balmain F/W 2015, Topshop, Max Mara và Stuart Weitzman.
Năm 2016, Hadid trình diễn cho các thương hiệu  Versace, Chanel, Elie Saab, Anna Sui, Miu Miu, Balmain, Diane Von Furstenberg, Tommy Hilfiger, Fenty x Puma, Isabel Marant và Giambattista Valli.
Hadid đã xuất hiện trên trang bìa tạp chí Vogue (tại Mỹ, Paris, Ý, Anh, Đức, Nhật Bản, Tây Ban Nha, Úc, Brazil, Hà Lan, Trung Quốc), tạp chí Schön!, Numéro, W Magazine , Teen Vogue , WSJ Magazine, Elle Canada, Dazed và Harper's Bazaar (USA, Malaysia). Hadid cũng làm mẫu  ảnh cho các tạp chí VMAN, Elle, Grazia, Cleo, Vogue, Sports Illustrated, Paper magazine, Vanity Fair và V Magazine. Cố cũng xuất hiện trên bìa các tạp chí Galore  và Carine Roitfeld. Năm 2015, Hadid trở thành người đàu tiên xuất hiện 2 lần trong  CR Fashion Book.
Cô cũng đồng thiết kế một bộ sưu tập với Tommy Hilfiger có tên gọi là Gigi by Tommy Hilfiger, đã được giới thiệu  tuần lễ thời trang New York 2016..
Năm 2016, Hadid tham gia chiến dịch quảng cáo cho  BMW M2. Cô dẫn chương trình giải thưởng  2016 iHeartRadio Much Music Video Awards tại Toronto 19 tháng 6 năm 2016.

## Đời tư
Hadid đã có mối quan hệ tình cảm với nam ca sĩ Cody Simpson từ 2013 đến tháng 5 - 2015. Năm 2016, cô đã bắt đầu hẹn hò với nam ca sĩ mang hai dòng máu Pakistan và Ireland Zayn Malik. Hadid và Malik đã cùng nhau xuất hiện trong tạo chí Vogue tháng 5 năm 2016.
Năm 2018, cô và Zayn chia tay nhưng đã quay lại với nhau sau 2 tháng.
Tháng 4 năm 2020, cô xác nhận mang thai đứa con đầu lòng của Zayn là Khai Hadid Malik.

## Danh sách phim

### Phim và chương trình truyền hình
| Năm        | Tên                                  | Nhân vật | Ghi chú                              |
| ---------- | ------------------------------------ | -------- | ------------------------------------ |
| 2012       | Virgin Eyes                          | Andrea   | Phim ngắn                            |
| 2012 - nay | The Real Housewives of Beverly Hills | Bản thân |                                      |
| 2015       | Those Wrecked by Success             | Bản thân | Phim ngắn                            |
| 2016       | MasterChef                           | Bản thân | Tập: "MasterChef Celebrity Showdown" |
| 2016       | Lip Sync Battle                      | Bản thân | Tập: "Gigi Hadid vs. Tyler Posey"    |
| 2016       | Much Music Video Awards              | Dẫn CT   | chương trình âm nhạc                 |

### Video nhạc
| Năm  | Tên                     | Nghệ sĩ       | Vai             |
| ---- | ----------------------- | ------------- | --------------- |
| 2014 | "Surfboard"             | Cody Simpson  | Bản thân        |
| 2014 | "Simplethings"          | Miguel        | Love Interest   |
| 2015 | "Bad Blood"             | Taylor Swift  | Slay-Z          |
| 2015 | "Flower"                | Cody Simpson  | Bản thân        |
| 2015 | "How Deep Is Your Love" | Calvin Harris | Cô gái đang yêu |
| 2015 | "Cake by the Ocean"     | DNCE          | Đạo diễn        |
| 2016 | "Pillowtalk"            | Zayn          | Bạn gái         |

## Giải thưởng và đề cử
| Năm  | Tổ chức                                 | Hạng mục                                             | Kết quả       | Ref. |
| ---- | --------------------------------------- | ---------------------------------------------------- | ------------- | ---- |
| 2015 | First Annual Fashion Los Angeles Awards | Model of The Year                                    | [ 53 ] [ 54 ] |      |
| 2015 | Teen Choice Awards                      | Choice Model                                         | [ 55 ]        |      |
| 2015 | Models.com Industry Awards              | Model of the Year: Women (Readers' Choice)           | [ 56 ]        |      |
| 2015 | Models.com Industry Awards              | Runner-Up Model of the Year: Women (Industry's Vote) | [ 56 ]        |      |
| 2015 | Models.com Industry Awards              | Social Media Star: Women (Industry's Vote)           | [ 56 ]        |      |
| 2015 | Models.com Industry Awards              | Runner-Up Social Media Star: Women (Readers' Choice) | [ 56 ]        |      |
| 2016 | Teen Choice Awards                      | Choice Female Hottie                                 | [ 57 ]        |      |

## Dẫn chứng
1. 1 2 3
2. ↑  "IMG Models – Portfolio – Gigi Hadid". IMG Models. Bản gốc lưu trữ ngày 11 tháng 9 năm 2015. Truy cập ngày 3 tháng 1 năm 2015.
3. 1 2 3 4  Houlis, AnnaMarie (ngày 18 tháng 9 năm 2014). "Gigi Hadid Opens Our Eyes to the Israeli-Palestinian Conflict". GlamMonitor.com (Golden Heart Communications). Lưu trữ bản gốc ngày 5 tháng 8 năm 2015.
4. 1 2  Hadid, Yolanda (ngày 15 tháng 5 năm 2025). "My Beautiful Family". Yolanda.com. Bản gốc lưu trữ ngày 1 tháng 8 năm 2015. Truy cập ngày 5 tháng 4 năm 2014.
5. 1 2  Hendrix, Kelsey (ngày 23 tháng 1 năm 2015). "Gigi Hadid named Daily Front Row's Model of the Year". Sports Illustrated. Truy cập ngày 16 tháng 8 năm 2016.
6. ↑  "Gigi Hadid and Kendall Jenner make Models Top 50 debut". Harper's BAZAAR. Truy cập ngày 15 tháng 5 năm 2025.
7. ↑  "Gigi Hadid Is Confused About What Season It Is, According to Her Latest Outfits". Teen Vogue (bằng tiếng Anh). Truy cập ngày 10 tháng 5 năm 2019.
8. 1 2 3
9. ↑  Tully, Shawn; Blank, J. B. (ngày 31 tháng 7 năm 1989). "The Big Moneymen of Palestine Inc" (bằng tiếng Anh). Bản gốc lưu trữ ngày 22 tháng 12 năm 2015. Truy cập ngày 17 tháng 6 năm 2016.
10. ↑  "The Radar People  Surreal Estate Developer". ANGE - Angelo (bằng tiếng Anh). Modern Luxury. tháng 8 năm 2010. Truy cập ngày 17 tháng 6 năm 2016.
11. ↑  Ford, Sabrina (ngày 5 tháng 3 năm 2015). "Who Are Gigi Hadid's Other Siblings?". Truy cập ngày 12 tháng 11 năm 2015.
12. ↑  "Gigi Hadid". MaxPreps.com (CBS Sports). Lưu trữ bản gốc ngày 6 tháng 10 năm 2014. Truy cập ngày 5 tháng 4 năm 2014.
13. 1 2  Marcus, Bennett (ngày 10 tháng 2 năm 2014). "Do You Know Who Gigi Hadid Is?". Condé Nast. Lưu trữ bản gốc ngày 21 tháng 8 năm 2015. Truy cập ngày 5 tháng 4 năm 2014.
14. ↑  "Gigi Hadid's College Major Can Help Her Spot a Sociopath From a Mile Away". Teen Vogue. Truy cập ngày 15 tháng 5 năm 2025.
15. ↑  Blackwelder, Carson (ngày 17 tháng 2 năm 2014). "Where Does Gigi, Yolanda Foster's Daughter, Go to College?". Wetpaint (Viggle). 18 tháng 11 năm 2013-where-gigi-yolanda-daughter-college Bản gốc lưu trữ tháng 10 7, 2015. Truy cập ngày 5 tháng 4 năm 2014. {{Chú thích web}}: Kiểm tra giá trị |url= (trợ giúp); Kiểm tra giá trị ngày tháng trong: |archive-date= (trợ giúp)
16. ↑  "7 Things You Need To Know About Model Of The Moment Gigi Hadid". Marie Claire. ngày 12 tháng 6 năm 2015. Bản gốc lưu trữ ngày 19 tháng 9 năm 2016. Truy cập ngày 20 tháng 11 năm 2016.
17. ↑  Bourne, Leah (ngày 14 tháng 2 năm 2014). "Why Model Gigi Hadid is Being Called the Next Kate Upton". Truy cập ngày 5 tháng 6 năm 2014.
18. ↑  Gajewski, Ryan (ngày 12 tháng 2 năm 2014). "Watch Gigi Hadid Walk the Catwalk During New York Fashion Week". Truy cập ngày 5 tháng 4 năm 2014.
19. ↑  Brannigan, Maura. 12 tháng 2 năm 2014-gigi-hadid-catwalk-fashion-week "Introducing Gigi Hadid, NYFW's Breakout Model of the Season". Wetpaint (Viggle). Truy cập ngày 5 tháng 4 năm 2014. {{Chú thích web}}: Kiểm tra giá trị |url= (trợ giúp)[liên kết hỏng]
20. ↑  Mary (ngày 10 tháng 2 năm 2014). "Gigi Hadid Walks The Runways of NY Fashion Week. Plus, Kristen Doute Writing A Memoir!". Truy cập ngày 5 tháng 4 năm 2014.
21. ↑  "Gigi Hadid Is Now on the Cover of CR Fashion Book". Truy cập ngày 15 tháng 5 năm 2025.
22. ↑  Burton, Cinya (ngày 15 tháng 7 năm 2014). "Gigi Hadid and Patrick Schwarzenegger Are Tom Ford Eyewear Models". Truy cập ngày 16 tháng 7 năm 2014.
23. ↑  Dodge, Shyam (ngày 15 tháng 7 năm 2014). "A sight for sore eyes! Patrick Schwarzenegger cuddles up with Gigi Hadid in new Tom Ford Eyewear campaign". dailymail.co.uk. Truy cập ngày 16 tháng 7 năm 2014.
24. ↑  "First look: The 2015 Pirelli Calendar: Elle". Truy cập ngày 12 tháng 10 năm 2015.
25. ↑  Wagoner, Mackenzie (ngày 14 tháng 1 năm 2015). "Exclusive! Gigi Hadid Is the New Face of Maybelline". Condé Nast. Bản gốc lưu trữ tháng 10 7, 2015. Truy cập tháng 11 15, 2016. {{Chú thích web}}: Kiểm tra giá trị ngày tháng trong: |ngày truy cập= và |archive-date= (trợ giúp)
26. ↑  Brown, Kara (ngày 3 tháng 5 năm 2015). "Who the Hell Are Sisters Gigi and Bella Hadid? An Explainer".
27. ↑  McGlinchy, Maggie (ngày 5 tháng 12 năm 2015). "Gigi Hadid Just Landed the Biggest Fashion Campaign of Her Career". Teen Vogue. Truy cập ngày 17 tháng 8 năm 2016.
28. ↑  Edwards, Jess (ngày 25 tháng 9 năm 2015). "Balmain x H&M: Kendall Jenner, Gigi Hadid and Jourdan Dunn slay in the new campaign". Truy cập ngày 17 tháng 8 năm 2016.
29. ↑  "Gigi Hadid - Model". MODELS.com. Truy cập ngày 15 tháng 5 năm 2025.
30. ↑  Freeth, Becky (ngày 26 tháng 2 năm 2016). "You've been framed! Cheeky Gigi Hadid crashes BFF Kendall Jenner's model shot as candid images capture behind-the-scenes at Versace MFW". The Daily Mail. Truy cập ngày 16 tháng 8 năm 2016.
31. ↑  Navarro, Andrea (ngày 7 tháng 3 năm 2016). "Gigi Hadid Just Tried the Glitter Eyebrow Trend". Teen Vogue. Truy cập ngày 16 tháng 8 năm 2016.
32. ↑  Gordon, Julie (ngày 4 tháng 3 năm 2016). "Kendall Jenner and Gigi Hadid swap hair colours at Paris Fashion week". Truy cập ngày 16 tháng 8 năm 2016.
33. ↑  Okwodu, Janelle (ngày 20 tháng 2 năm 2016). "Gaga! Gigi! Binx! Who Ruled the Runways of New York Fashion Week?". Vogue. Bản gốc lưu trữ ngày 14 tháng 8 năm 2016. Truy cập ngày 16 tháng 8 năm 2016.
34. ↑  Jennings, Rebecca (ngày 16 tháng 2 năm 2016). "Everything Gigi Hadid Has Worn During New York Fashion Week". Truy cập ngày 16 tháng 8 năm 2016.
35. ↑  Mag, Schon (ngày 27 tháng 3 năm 2014). "Gigi Hadid Schon Magazine Cover". Truy cập ngày 5 tháng 4 năm 2014.
36. ↑  Milligan, Lauren (ngày 17 tháng 2 năm 2016). "Gigi's International Vogue Takeover". Vogue UK. Truy cập ngày 16 tháng 8 năm 2016.
37. ↑  "En portada de vogue marzo, un nuevo icono: Gigi Hadid". Vogue Espana. Truy cập ngày 21 tháng 6 năm 2015.
38. ↑  "That's awkward! Gigi Hadid posts Vogue cover featuring an interview about Cody... just a day after confirming they have split". The Daily Mail Australia. ngày 11 tháng 5 năm 2015.
39. ↑  Jackson, Daniel. "Models Gigi Hadid and Binx Walton Are Taking Over the Fashion Industry—and the Cover of Teen Vogue". Teen Vogue. Bản gốc lưu trữ ngày 21 tháng 6 năm 2015. Truy cập ngày 21 tháng 6 năm 2015.
40. ↑  "Issue 4 Preview: Fairy Tales". tháng 2 năm 2014. Bản gốc lưu trữ ngày 24 tháng 8 năm 2014. Truy cập ngày 5 tháng 4 năm 2014.
41. ↑  Vingan, Alyssa (ngày 7 tháng 2 năm 2014). "Real Housewives of Beverly Hills Offspring Gigi Hadid Scores CR Fashion Book Cover". Fashionista.com (Breaking Media, Inc.). Truy cập ngày 5 tháng 4 năm 2014.
42. ↑  Mag, Galore (ngày 11 tháng 12 năm 2013). "Gigi Gets Gritty For Our 2014 Calendar". Truy cập ngày 5 tháng 4 năm 2014.
43. ↑  Weatherby, Jager (ngày 27 tháng 3 năm 2014). 27 tháng 3 năm 2014-gigi-hadid-leather-lace-schon/ "Gigi Hadid Wears Leather and Lace in Sultry Rock 'n' Roll Photoshoot". Truy cập ngày 5 tháng 4 năm 2014. {{Chú thích web}}: Kiểm tra giá trị |url= (trợ giúp)[liên kết hỏng]
44. ↑  "Gigi Hadid scores her second CR Fashion Book cover". Mail Online. Truy cập ngày 15 tháng 5 năm 2025.
45. ↑  "Gigi and Bella Hadid in deeply plunging gowns at Diane Von Furstenberg NYFW show - Daily Mail Online". Truy cập ngày 12 tháng 10 năm 2015.
46. ↑  "Bella Hadid and Sister Gigi Wear Bondage-Inspired Lingerie on 'V' Magazine Cover - WebProNews". Bản gốc lưu trữ ngày 9 tháng 10 năm 2015. Truy cập ngày 12 tháng 10 năm 2015.
47. ↑  "Bản sao đã lưu trữ". Bản gốc lưu trữ ngày 28 tháng 10 năm 2016. Truy cập ngày 15 tháng 11 năm 2016.
48. ↑  "Gigi Hadid Is Now Designing Shoes for Stuart Weitzman". ELLE. Truy cập ngày 15 tháng 5 năm 2025.
49. ↑  "Try Keeping Your Eyes on Gigi Hadid in This Whiplash". Truy cập ngày 15 tháng 5 năm 2025.
50. ↑  "Gigi Hadid". InStyle. Truy cập ngày 15 tháng 5 năm 2025.
51. ↑  Vulpo, Mike; Passalaqua, Holly; Machado, Baker (ngày 9 tháng 5 năm 2015). "Cody Simpson and Gigi Hadid Officially Break Up". Bản gốc lưu trữ tháng 8 10, 2015. Truy cập ngày 10 tháng 8 năm 2015. {{Chú thích web}}: Kiểm tra giá trị ngày tháng trong: |archive-date= (trợ giúp)
52. ↑  La Puma, Joe (April–May 2016). "Zayn (2016 Cover Story)". Bản gốc lưu trữ tháng 10 23, 2016. Truy cập ngày 21 tháng 3 năm 2016. {{Chú thích web}}: Kiểm tra giá trị ngày tháng trong: |archive-date= (trợ giúp)
53. ↑  Roche, Eddie (ngày 14 tháng 1 năm 2015). "Gigi Hadid Signs With Maybelline, Nabs Model of the Year Award". Daily Front Row. Bản gốc lưu trữ ngày 20 tháng 3 năm 2015. Truy cập ngày 15 tháng 11 năm 2016.
54. ↑  Smith, Stephanie (ngày 8 tháng 1 năm 2015). "'It' girl Gigi Hadid nabs model of the year award". Bản gốc lưu trữ tháng 10 7, 2015. Truy cập tháng 11 15, 2016. {{Chú thích web}}: Kiểm tra giá trị ngày tháng trong: |ngày truy cập= và |archive-date= (trợ giúp)
55. ↑  "Wave 2 Nominees". FOX. ngày 12 tháng 11 năm 2015. Bản gốc lưu trữ ngày 11 tháng 4 năm 2016. Truy cập ngày 15 tháng 11 năm 2016.
56. ↑  "Models.Com 2015 Industry Awards". Models.com. ngày 18 tháng 12 năm 2015.
57. ↑  "FIRST WAVE OF "TEEN CHOICE 2016" NOMINEES ANNOUNCED AND #1 VOTED SURFBOARD REVEALED". Bản gốc lưu trữ ngày 1 tháng 11 năm 2016. Truy cập ngày 5 tháng 6 năm 2016.